# Mnester (Freigelassener)
Mnester (* nach 1; † 59 bei Misenium) war ein Freigelassener im Haushalt von Agrippina der Jüngeren.

## Leben

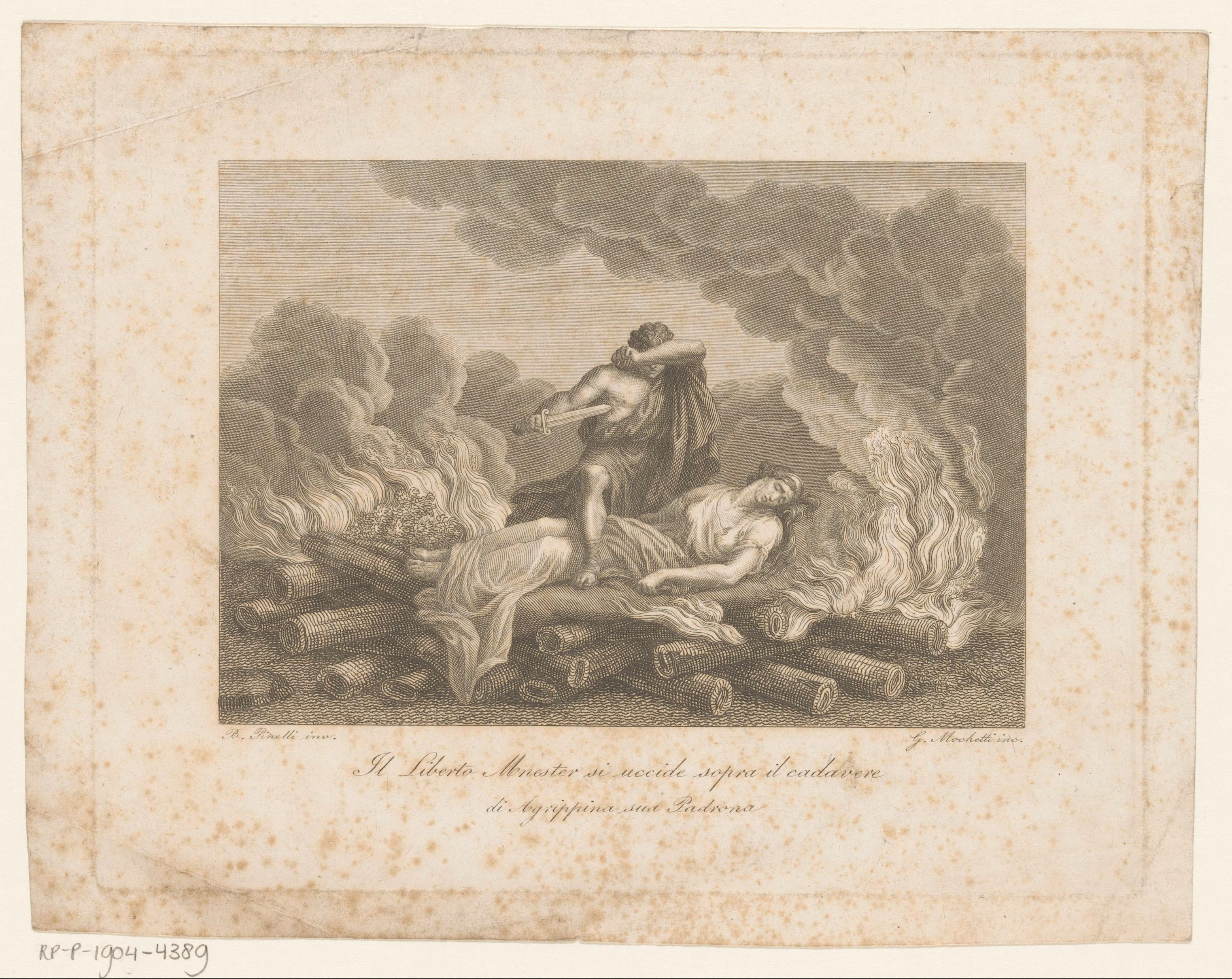
Il Liberto Mnester si uccide sopra il cadavere di Agrippina sua Padrona (Der Freigelassene Mnester tötet sich über der Leiche seiner Herrin Agrippina), Stich von Giuseppe Mochetti nach Bartolomeo Pinelli, 19. Jahrhundert

Mnester war ein ehemaliger Sklave, der als Freigelassener im Haushalt von Agrippina der Jüngeren lebte. Nachdem deren Sohn, der römische Kaiser Nero, sie im Jahr 59 hatte ermorden lassen, brachte sich Mnester um. Als mögliche Motive des Suizides gab der Historiker Tacitus in den Annales „Anhänglichkeit an seine Gebieterin“ oder „Furcht vor einem traurigen Ende“ an.

## Rezeption
Abweichend von den Quellen idealisierte der deutsche Dichter Daniel Casper von Lohenstein Mnesters Tod in seinem Trauerspiel Agrippina (1665) als ehrenhaftes Sühneopfer für den frevelhaften Muttermord Neros. Der tragische Tod des Freigelassenen wurde auch von dem italienischen Kupferstecher Bartolomeo Pinelli künstlerisch rezipiert.